# Orcus (planetka)
(90482) Orcus (známý také pod svým předběžným označením 2004 DW) je objekt Kuiperova pásu (KBO), objevený 17. února 2004 (historie předobjevových snímků však sahá až do roku 1951) astronomy Michaelem Brownem z Caltechu, Chadwickem Trujillem z observatoře Gemini a Davidem Rabinowitzem z Yale University.

## Orbitální charakteristiky

Obr. 1 - Na tomto obrázku je dráha Orcusu vyznačena modře, Pluta červeně a Neptunu šedě. Jsou zde také vyznačena data jejich průchodů perihéliem (q) a aféliem (Q)

Orcus je typickým exemplářem z řad plutín, což jsou tělesa, jejichž oběžné dráhy jsou v rezonanci 2:3 s drahou Neptunu. Orcusova orbita je tvarovaná podobně jako oběžná dráha Pluta (jejich perihélia se nachází nad rovinou ekliptiky), ale je jinak orientována (viz obr. 1). V jednom bodě sice kříží dráhu Neptuna (Obr. 2), ale rezonance mezi těmito dvěma tělesy způsobuje, že si od sebe udržují trvalý odstup 60 obloukových stupňů. Kolem Slunce oběhne Orcus jednou za 247,492 roků. Jeho perihélium se nachází ve vzdálenosti 30.53 AU od Slunce, afélium 48.31 AU (e=0.22552).

## Fyzikální vlastnosti

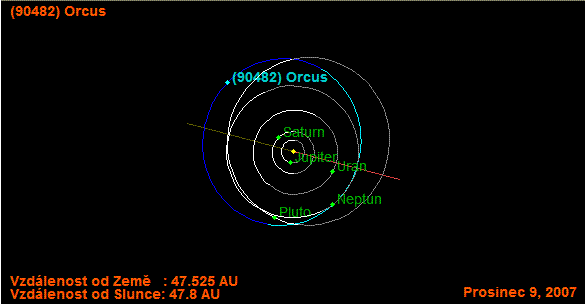
Obr. 2 - Orcusova orbita (JavaApplet Orbit Viewer)

### Rozměry a jasnost
Orcusova absolutní magnituda činí přibližně 2,3 (to je srovnatelné s absolutní magnitudou jiného KBO - 50000 Quaoar, jehož absolutní magnituda je 2,6). Na základě pozorování Spitzerovým teleskopem v infračervené oblasti spektra, byl průměr Orcuse stanoven na 946.3+74.1-72.3 km. Tudíž je jeho albedo odhadováno asi na 20%.

### Chemické složení
Pozorování v infračervené části spektra vykonaná na Evropské jižní observatoři naznačují přítomnost příměsí vodního ledu a uhlíkatých sloučenin. Další pozorování dalekohledem observatoře Gemini potvrzují známky ledu asi na 15-30 procentech povrchu. Zbytek pokrývá zmrzlý methan(asi 30%). 

## Satelit
22. února 2007 byla objevena ve vzdálenosti 0,25 úhlové vteřiny od Orcusu jeho družice. Parametry její oběžné dráhy však ještě nebyly upřesněny. Rozdíl magnitudy oproti planetce je asi 2,7. Na základě předpokladu, že albedo tohoto satelitu bude podobné albedu Orcusu usuzuje se na průměr asi 220 km. Tento měsíc dostal jméno Vanth. 

## Jméno
Planetka Orcus byla pojmenována po postavě z římské mytologie, bohu a vládci podsvětí Orcovi.
Orcus je také jiné jméno pro řeckého boha Háda.